# 王繼弘
王繼弘（？—953年7月28日），五代十国后唐、后晋、后汉、后周将领，冀州南宫人。
王继弘年轻时为盗，攻掠乡里，被州吏拘捕，锁拿在镇州监狱，大赦免死，配隶本军，李嗣源为节度使，他属于麾下。石敬瑭为李嗣源部将，王继弘为帐中小校。天福年间，为六宅副使。为人负气不逊，在宫中与同列相争，流配义州军。一年后，为奉国指挥使，后晋灭亡后，跟随耶律德光至相州，令他以本军戍守。耶律德光留高唐英为相州节度使。高唐英善待王继弘，每到他家，则升堂拜兼王继弘之母，馈赠很多，倚重他好像亲戚，又给他兵器，没有猜忌。耶律德光死后，刘知远占据洛阳，高唐英遣使归顺，刘知远大悦，将厚待高唐英。使者未回，王繼弘与指挥使樊晖等共杀高唐英，王繼弘自称留后，派判官张易奉表刘知远。人们批评王繼弘见利忘义，王繼弘说：“我本来就是小人物，如果不因利乘便，以求富贵，一辈子也未可得志。”刘知远征讨杜重威至德清军，王繼弘前去朝见，正授节旄，为相州彰德軍節度使。同年，就加檢校太傅。节度判官张易，见到王繼弘不法，一定切言劝谏，王繼弘以为他轻视自己。乾祐年间，因事诬奏将他杀害，又害死观察推官张制。后汉末年，改镇贝州永清軍節度使，就加检校太尉。后周广顺初年，加同平章事。广顺三年六月，改镇河阳节度使，在永寿节入觐，得病，六月十五癸亥日（953年7月28日），病故于京师，赠侍中。其子王永昌，在宋朝担任内诸司使。